# New York State Route 28N
A New York State Route 28N é uma rodovia estadual no Parque Adirondack, estado estadunidense de Nova Iorque, que se estende de Blue Mountain Lake até North Creek. A estrada, que se estende por 82 quilômetros, é uma estrada alternativa ao norte da New York State Route 28, que também passa pelas duas localizações. A rodovia passa por diversas comunidades, até terminar na NY 28 em North Creek. Vindo do seu ponto inicial , a estrada compartilha um trecho de dezesseis quilômetros com a New York State Route 30, quando passa pela vila de Long Lake, ponto onde a NY 30 se divide, e a NY 28N, segue na direção leste para a região montanhosa do Parque Adirondack.
O trecho de 64 quilômetros da rodovia não compartilhado com a NY 30 é designado como a Roosevelt-Marcy Trail, uma rota considerada de valor histórico pelo Departamento dos Transportes dos Estados Unidos que foi nomeada por Theodore Roosevelt quando este ocupava a vice-presidência dos Estados Unidos da América. A rota marca o caminho que Roosevelt fez para alcançar North Creek pelo Monte Marcy ao saber que o presidente William McKinley havia sido assassinado.